# .be
.be là tên miền Internet Quốc gia (ccTLD) dành cho Bỉ. Tên miền này bắt đầu hoạt động vào năm 1989 và được quản lý bởi Pierre Verbaeten của Đại học Công giáo xứ Leuven (Katholieke Universiteit Leuven). Năm 2000, quyền hành của tên miền này được đổi tay cho DNS Belgium. Theo cuối năm 2005, hơn 480.000 tên miền đã được đăng ký dưới.be.